# Beňov
Beňov är en ort i Tjeckien.   Den ligger i regionen Olomouc, i den östra delen av landet, 230 km öster om huvudstaden Prag. Beňov ligger 242 meter över havet och antalet invånare är 650.
Terrängen runt Beňov är platt, och sluttar västerut. Runt Beňov är det ganska tätbefolkat, med 222 invånare per kvadratkilometer. Närmaste större samhälle är Přerov, 5,6 km nordväst om Beňov. Trakten runt Beňov består till största delen av jordbruksmark.